# Бах, Ричард
Ри́чард Дэ́вид Бах (англ. Richard David Bach; род. 23 июня 1936, Ок-Парк, Иллинойс, США) — американский писатель, философ, прозаик и публицист, а также опытный пилот, авиаинструктор и каскадёр, инженер-авиамеханик и автор различной технической документации авиационной направленности. Обрёл популярность как писатель, чьей главной темой стала любовь к полёту, небу и авиации.
Ричард Бах — профессиональный лётчик со стажем пилотирования более 60-ти лет, отставной капитан военно-воздушных сил США, пилотировавший за свою жизнь множество различных летательных аппаратов (от параплана, небольших гражданских самолётов, гидросамолёта и бипланов, до реактивных истребителей). Однако публике Бах стал известен именно благодаря своим художественным произведениям, в частности, всемирную писательскую славу Баху принесла повесть «Чайка по имени Джонатан Ливингстон». Идею произведения о птице, мечтающей летать без запретов и ограничений, автор вынашивал на протяжении 11-ти лет с 1959 года.
В основе сюжета — рассказ о чайке, которая летала не ради поиска пищи, а из любви к полёту. Небольшая по объёму (менее 10 тысяч слов на 25 страницах), повесть была 18 раз отклонена самыми разными издательствами, прежде чем, наконец, была опубликована в 1970 году издательством «Макмиллан Паблишерс„ (англ. Macmillan Publishers). Книга стремительно стала бестселлером номер один, побив все существовавшие на то время рекорды продаж, в том числе книг в твёрдом переплёте, таких как “Унесённые ветром». Издание включило в себя уникальные снимки, сделанные фотографом Расселом Мансоном (англ. Russell Manson), которому удалось запечатлеть, а затем передать читателям в деталях посредством фотографий всё изящество стремительного полёта чаек.
К 1972 году было продано более миллиона экземпляров «Чайки Джонатана», а неожиданный успех книги широко освещался в СМИ.
Ричард Бах прославился и другими своими произведениями, наиболее популярными из них стали: «Иллюзии» (второй бестселлер Баха после «Чайки по имени Джонатан Ливингстон»), «Ничто не случайно» (также бестселлер New York Times), «Мост через вечность» (бестселлер New York Times), «Гипноз для Марии», «Бегство от безопасности» и другие.
В область интересов Ричарда входит всё так или иначе связанное с небом и авиацией, а потому почти все его произведения затрагивают тему полёта — в ранних своих рассказах автор затрагивает полёт как таковой (на самолётах), в более поздних работах Ричард Бах использует полёт как философскую метафору. Книги Ричарда Баха являются наполовину автобиографическими, автор смешивает факты своей жизни с художественным вымыслом, размывая грань между обыденностью и чудом, между реальностью и сном, это помогает ему донести до читателя важные аспекты своей философии.
Особенностью всех произведений Ричарда Баха, посвящённых напрямую тематике авиации, начиная с первой его книги, является то, что он, будучи пилотом, описывает в них большое количество действий пилота на земле и в воздухе, много рассказывает о техническом устройстве самолёта, о ремонте и обслуживании, делится необходимыми для пилотирования навыками и элементами, рассказывает о действиях в особо сложных и чрезвычайных ситуациях во время полёта — все ситуации и описания берутся автором из собственного опыта, личной лётной практики.
Во всём мире продано более 60 миллионов книг Ричарда Баха[источник?].

## Биография

### До писательства

#### Ранние годы
Ричард Бах родился 23 июня 1936 года в США, в городе Ок-Парк, штат Иллинойс. Семья Роланда Роберта Баха и Руфи Шоу Бах (Рут Хелен Бах) была не богатая, в ней росли трое сыновей. Ричард был средним, старшего звали Рой, младшего — Бобби. В 1941 году семья переехала на небольшое ранчо к северу от Тусона, штат Аризона, где они провели три года прежде чем окончательно обосновались в Лонг-Бич, штат Калифорния, когда Ричарду было восемь лет. Его отец — Роланд Бах был пастором с классическим образованием, знал греческий, латынь и иврит. Позже, окончив службу, он стал менеджером местного филиала американского Красного Креста. Ричард был очень близок со своей матерью Руфи, она была художницей и открыла свой собственный бизнес по производству эмалированных ювелирных изделий. Также она стала первой женщиной в городском совете города Лонг-Бич, штат Калифорния.
В возрасте восьми лет, будущий писатель застал уход брата Бобби из жизни. Ричард вспоминает, что это событие оставило в детской душе незаживающую рану. Воспоминания о трагедии в будущем выльются в книгу «Бегство от безопасности». В ней Ричард Бах поделится своими воспоминаниями о тех временах.
Однако самое ранее детское впечатление Ричарда, которое он помнит, было более воодушевляющим. Высоко летящий аэроплан, выводящий в небе буквы своим густым дымом. Именно эта картина и сформирует будущий известный публике образе свободно летающего писателя.
Ричард был обычным ребёнком, который интересовался тем, как сделать дома порох или как сделать самодельный телескоп, интересовался машинами и спортом, а позже — девочками. Ричард вырос в Лонг-Бич, где неподалёку вдоль берегов Ньюпорт-Бич он занимался дайвингом. На заднем дворе в своей хижине Квонсет, мастерил самодельные модели самолётов, мечтая однажды управлять настоящим.
Литература начала интересовать Ричарда ещё в школьном возрасте. Но самолёты у юноши вызывали такой восторг, что он решил связать всю свою жизнь преимущественно с авиацией.
Первый полет Ричарда Баха на самолёте произошёл в возрасте 14 лет, когда его мать проводила кампанию за место в городском совете Лонг-Бич, штата Калифорния. Руководитель её предвыборной кампании Пол Маркус упомянул, что он летал на самолётах, и пригласил Ричарда совершить полёт на своём Globe GC-1 Swift, Ричард Бах вспоминает о том периоде:
Мечты о полётах были и есть моими самыми любимыми. Я испытывал голод по той абсолютной свободе, которая приходила ко мне в мечтах, и я представлял, что, возможно, найду её в полётах. Мой первый полёт за штурвалом самолёта, когда я был студентом-пилотом, сильно меня взволновал и напугал. Было просто восхитительно плыть высоко над верхушками деревьев и полями, там, где мой дух часто уже парил. Но нужно было ещё столько узнать о механизме самолёта и небе! Смогу ли я когда-нибудь разобраться с этим самолётом, с его странным движением, с таким огромным количеством выключателей и рычажков, назначение которых я не знал? Возможно, и нет, думал я про себя, но я попробую! Каждые выходные я ездил драить самолёт инструктора, и каждые выходные он проводил со мной 50-минутный инструкторский полёт.Ричард Бах, статья Московского комсомольца «Мы русские, с нами Бах» от 15 января 2010 года

#### Образование
В 1954 году Ричард окончил среднюю школу Вудро Вильсона в Лонг Бич, штат Калифорния.
В 1955 году несмотря на свой восторг от первого полёта и желание пойти в авиацию, Ричард по настоянию родителей поступил в Калифорнийский государственный университет Лонг Бич.

#### Первый брак
Ричард Бах учился с Бетти Джин Франкс (англ. Bette Jeanne Franks) в одной школе. Они познакомились в 1954 году, когда ей было 15 лет, а Ричарду 18, уже через год в июне 1955 года они обручились, а поженились в октябре 1957 года. Жена взяла фамилию мужа и стала Бетти Бах.
Бетти была редактором и первым читателем большинства авиационных и художественных работ Ричарда, в том числе «Чайки Джонатана». Вдохновившись совместными полётами, она стала лётчицей, впоследствии выступала на различных авиашоу и как пилот выигрывала награды.
Шестидесятые годы Ричард и Бетти прожили на авиабазе, воспитывая шестерых детей. Роль жены офицера ВВС за десяток лет ввела Бетти в подавленное состояние, о чём она позже писала в мемуарах лётчицы и впоследствии матери-одиночки «Узоры: Сказания о Полёте и о Жизни» (англ. Patterns: Tales of Flying and of Life).
Ричард и Бетти развелись спустя 13 лет брака в 1970 году. Дети какое-то время росли без отца.
В 1978 году Бетти Бах вышла замуж за Джона Файнмана (англ. Jon Fineman), взяла вторую фамилию Бетти Бах Файнман (англ. Bette Bach Fineman).

#### Военная служба
Влекомый страстью к полётам, добровольно пошёл в ВВС США, чтобы исполнить свою мечту детства — наконец стать пилотом.
Он был рекрутом-авиатором (звание), в течение трёх месяцев проходил предполётную подготовку на авиабазе Лекленд (англ. Lackland) в Техасе, а затем на авиабазе Грэм(англ. Graham) во Флориде, где научился управлять реактивным истребителем Локхид Т-33 Шутинг Стар.
Затем служил военным лётчиком в 108-м крыле истребительного авиаполка национальной гвардии Нью-Джерси (New Jersey Air National Guard’s 108th Fighter Wing)
После служил в 141-м воздушном эскадроне (Fighter Squadron) морского резерва ВВС США и летал на реактивном истребителе-бомбардировщике «Репаблик F-84F Тандерстрик» (англ. Republic F-84F Thunderstreak). (Немногим позднее F-84F станет одним из «действующих лиц» произведения Ричарда Баха «Чужой на Земле». Главная сюжетная линия которого, будет написана от лица военного лётчика пилотирующего упомянутый самолёт.)
Позднее на авиабазе Уильямс в Аризоне Ричард летал на «Норт Американ F-86F Сейбр» (англ. North American F-86F Sabre) и получил повышение в ранге до второго лейтенанта.
В 1958 году покинул ряды военно-воздушных сил.
Вынужденное возвращение
В 1960 году Ричард Бах служил в запасе ВВС США, расположенном во Франции.
Спустя годы холодная война вынужденно вернула Ричарда на военную службу и он провёл год с 1962 по 1963 во Франции, летая на F-84F и участвуя в войне, которая могла в любой момент превратиться из холодной в горячую.
В этот период он получает звание капитана ВВС США. В 1962 году в звании капитана Бах заканчивает службу, но продолжает летать для собственного удовольствия, ведь любовь к небу у Ричарда всегда стояла на первом месте.

### Писательская карьера
...с годами меня не покидала мысль — кто же мы на самом деле и почему мы здесь.

Когда мне не с кем было поговорить, я разговаривал сам с собой, позже — с персонажами из своих книг.Ричард Бах, статья Московского комсомольца «Мы русские, с нами Бах» от 15 января 2010 года

#### Дружба с Рэем Брэдберри
Будучи поклонником творчества Рэя Брэдбери, в 1962 году Ричард отправил ему письмо, с этого момента началась их дальнейшая долгая дружба. Также Ричард Бах стал одним из участников группы писателей, сплотившихся вокруг Брэдбери и собиравшихся для общения раз в месяц в подвале дома Рэя в Лос-Анджелесе. На этих встречах Ричард и представил позднее свою рукопись «Чайка по имени Джонатан Ливингстон».
Рэй Брэдберри станет автором предисловий к книгам «Чужой на земле» (1963) и «Биплан» (1966). В предисловии к «Чужому на Земле» — Рэй Брэдберри называет Ричарда «Дик» и делает комплимент умению писателя рассказывать о радости полёта:
Дик Бах не смог бы написать книгу просто о полёте, даже если бы очень этого захотел. И это, дети мои, – комплимент.
Если слово «полёт» значит для нас всего лишь набор технических приёмов и упражнений – как взлетать и садиться, как чинить мотор, как заменить струны в этой твоей арфе 1917 года выпуска, – то с первой же страницы станет ясно, что мы не получим от юного мистера Баха того, чего желаем.
Если же мы, напротив, хотим освежить свои знания, подняться ввысь вместе с Икаром, опуститься вниз с Монгольфье и снова взлететь вместе с братьями Райт, так, чтобы всё наше существо пронизывал ветер и охватывала неудержимая радость, нам стоит довериться умелым рукам Дика Баха. Он не просто «летает», точно так же, как его гениальный великий прадед Иоганн Себастьян Бах не «писал» музыку: он источал её. <...>

И вот книга, в которой Дик Бах делится самым заветным, книга не о полёте, а о парении, и не механизмов, а воображения. Великий-превеликий прадедушка писал музыку. Теперь его потомок дарит миру незамысловатые слова.Рэй Брэдберри, предисловие к книге Ричарда Баха «Чужой на земле»

#### Дебют
После возвращения из Франции Ричард сменил шумный рёв реактивных двигателей на монотонный гул старинных бипланов и стал работать редактором пишущим статьи о самолётах для самого продаваемого[?] журнала в США об авиации — «Полёт» на Манхэттене, затем Ричард и вовсе переехал в их офис в Беверли-Хиллз на Западном побережье.
Ричард в том числе работал и в качестве технического писателя для «Ду́глас».
Написание рассказов о своём пребывании во Франции в итоге приведёт Ричарда к изданию своей первой книги — «Чужой на земле», которая будет опубликована в 1963 году. Частично автобиографическая повесть о том, что состоянием полёта человек больше обязан не технике, а силе духа. В книге детально описывается полёт пилота истребителя, а сама она написана Бахом по личному опыту и является не только художественным произведением вызывающим возможный интерес, но и точным описанием действий пилота, связанных с управлением самолётом. Ричарду на момент выхода первой книги будет 27 лет.
В 1964 году Бах оставит работу и полностью посвятит себя писательству.
Эпоха зелёных полей
В 1965 году Ричард перевёз свою растущую семью (которая в конечном итоге выросла до шести детей) в Оттумву, штат Айова, где он работал в Ассоциации старинных самолётов, а также посвящал время своим увлечениям: ремонту самолётов во дворе дома, писательству, полётам над полями Среднего Запада и исполнению различных фигур пилотажа в небе.
Образ жизни странствующего лётчика, который Ричард вёл ясно прослеживается в его следующих произведениях — «Биплан» (1966), «Ничто не случайно» (1969) были посвящены теме «барнштурминга», через 8 лет она также станет фоном, на котором будут разворачиваться события повести «Иллюзии» (1977).

#### Взлёт чайки
В 1967 году стряхнув пыль со своей рукописи «Чайка Джонатан Ливингстон», Ричард попытался опубликовать повесть, но получил от издательств целых 18 отказов, прежде чем она была наконец выпущена в 1970 году, книга будет опубликована издательством Macmillan и иллюстрирована фотографиями летящих чаек, сделанными Расселом Мансоном, она станет мировым бестселлером, будет продано 44 миллиона экземпляров (и это число продолжает расти) и станет одним из самых продаваемых художественных романов в мире за всё время. Книга постоянно издаётся уже более пятидесяти лет.
Всемирную писательскую славу Баху принесла повесть «Чайка по имени Джонатан Ливингстон» (1970). Она была опубликована в СССР в журнале «Иностранная литература» № 12 за 1974 год.
Эту историю мне «вручили», когда я был ещё начинающим писателем. Я ничего не придумывал, просто видел, как это произошло, словно в кино. Всё, что я делал, — записывал её так быстро, как мог. Кино остановилось в конце первой части. И все последующие восемь лет я не знал, как же закончить историю. Однажды я проснулся рано утром и знал её окончание. Знал, что случится во второй и третьей частях. Первая часть была написана вручную, по ходу событий “кино”. Последние части я печатал на машинке, тоже с огромной скоростью, почти без правок. Я выбросил все черновики и оставил только окончательный вариант. Я влюбился в маленького Джонатана, когда увидел, как он летает. Мне знакомы были его страхи и надежды, стремление узнать, кто же он на самом деле. Мне близок его дух, как тогда, так и сейчас, и я стараюсь изо всех сил лететь в том же направлении, что и он.Ричард Бах
[указать источник цитаты]

#### Экранизации
В 1973 году усилиями кинокомпании Paramount Pictures началась работа над экранизацией повести «Чайка по имени Джонатан Ливингстон» с одноимённым названием[?]. В ходе съёмок у писателя возникли разногласия с режиссёром проекта, в результате которых Ричард отказался продолжать совместную работу, так как без его разрешения были внесены изменения в сюжет произведения[?] — за это впоследствии он подал на продюсеров в суд[?].
В том же году экранизация вышла в прокат[?], саундтреком фильма стала музыка известного американского актёра и певца Нила Даймонда, сам писатель был указан в титрах только как обладатель права на название «Чайка Джонатан Ливингстон».
На тех же съёмках Ричард Бах встретил свою будущую вторую жену — Лесли Пэрриш.
Позднее, в 1975 году вышел фильм «Ничто не случайно» снятый по одноимённой книге Ричарда Баха от 1969 года — на этот раз Бах сам выступил автором сценария, режиссёром стал Уильям Х. Барнетт, Ричард также был привлечён в роли рассказчика и пилота-каскадёра, в центре фильма снова «барнштурминг» — Бах нанял группу своих друзей-пилотов, чтобы воссоздать всё в деталях.

#### Иллюзии
После развода с первой женой в 1970 году Ричард на протяжении следующих семи лет продолжал летать по Штатам и в конце концов поселился в Уинтер-Хейвене, штат Флорида.
Именно в этот период он написал свой второй бестселлер — повесть «Иллюзии: Приключения одного Мессии который Мессией быть не хотел» (1977). Наполовину автобиографический, наполовину вымышленный рассказ о встрече Ричарда со странствующим учителем и чудотворцем, а также авиамехаником по имени Дональд Шимода во время одного из «штурмов сарая» одним летом на Среднем Западе 70-х годов.
«Иллюзии» будут проданы тиражом более 10 миллионов копий[?] и продолжат постоянно переиздаваться во многих странах, в том числе в России на протяжении следующих сорока пяти лет.

#### Второй брак
Бах познакомился с актрисой, кинозвездой, активисткой и бизнесвумен Лесли Пэрриш на съёмках экранизации своего первого бестселлера в 1973 году, спустя четыре года в 1977 у них завязались более близкие отношения и они уехали подальше от Голливуда, а конкретно на остров Оркас в заливе Пьюджет-Саунд, штат Вашингтон. Спустя ещё четыре года — в 1981-м они поженятся. С тех пор Ричард Бах занимался парапланеризмом — видом спорта, максимальным образом передающим ощущение полёта.
Лесли стала героиней последующих произведений Ричарда раскрывающих их взаимоотношения и повествующих о любви «Мост через вечность» (1984) и «Единственная» (1988), а также «Бегство от безопасности» (1994). Первые два станут бестселлерами New York Times. Эти произведения прибавят автору популярности — новые романы были пронизаны любовной философией, однако в 1999 году Лесли и Ричард разведутся.
Некоторые фанаты писателя подняли волну негодования[?], сочтя суть романов обесцененной, а свои восторги — обманутыми. Бах попытался реабилитироваться, выпустив притчу[?], намекающую на причины разрыва с женой, заканчивается она в духе первых «Иллюзий» словами: «Всё здесь может оказаться ошибкой»[?].
После развода Ричард оставался жить на острове Оркас, штат Вашингтон в течение последующих двадцати лет.

#### Третий брак
В апреле 1999 года третьей супругой Баха стала Сабрина Нельсон-Алексопулос (англ. Sabryna Nelson-Alexopoulos), наполовину норвежка, наполовину гречанка, моложе Баха на 35 лет.
По итогу свадьбы она взяла фамилию Баха и уже под именем Сабрины Бах выпустила эротический роман «Ред Делишес» с предисловием Ричарда, который в том числе был переведён на русский язык. Роман был назван в честь одноимённого сорта яблок насыщенного красного цвета. Как заявляет автор, книга об истории взросления 11-летней девочки в современном, мало романтичном обществе. Книга повествует о взаимоотношениях мужчины и женщины, а в частности о трудностях с которыми сталкивается «красивая» девушка.
Сабрина, как и Ричард, была лётчиком и увлекалась пилотированием[?]. После свадьбы девушка собственноручно перевозила к мужу вещи на своём четырёхместном самолёте «Цесна»[?].
В семье жили 16 хорьков, которые впоследствии стали героями серии произведений Баха «Хроники хорьков».
Ричард и Сабрина расстались, прожив вместе около 10 лет[?]. Ещё во время совместной жизни третья супруга шутила, что летать с Бахом намного проще, чем жить под одной крышей[?].

#### Дети
Бах несколько раз вступал в брак, но все шестеро его детей рождены первой его женой Бетт:
1. Джонатан Бах (англ. Jonathan Bach), разработчик программного обеспечения и журналист, написавший автобиографический роман «Над облаками: Воссоединение Отца и Сына»[15] (англ. «Above the Clouds: A Reunion of Father and Son») изданный 18 мая 1993 года. В книге он рассказал о взрослении, не зная своего отца, которого он встретил позже, уже будучи студентом колледжа[?]. По его свидетельству отец с момента разрыва долго не интересовался жизнью первой семьи[?]. (Ричард дал согласие на печать, хотя и отметил, что в «Над облаками» вошли некоторые личные истории, которые бы он видеть опубликованными не хотел[?]);
2. Роберт Аллен Бах (англ. Robert Allen Bach; род.1961) — коммерческий пилот авиакомпании;
3. Кристель Луиз Бах (англ. Kristel Luise Bach; род. 1958);
4. Джеймс Маркус Бах[англ.] (англ. James Marcus Bach; род. 1966) — компьютерный эксперт и писатель;
5. Эрика Лин Бах (англ. Erika Lynn Bach; род. 1964) ;
6. Бетани Джин Бах (англ. Bethany Jeanne Bach; род. 1969) погибла в автокатастрофе в 1985 году в возрасте 16 лет.

#### Авария
Почти всю свою жизнь Ричард Бах летал без серьёзных происшествий или аварий, совершая лишь вынужденные посадки по тем или иным причинам. Однако 31 августа 2012 года на острове Сан-Хуан, штат Вашингтон — Бах на своём небольшом одномоторном самолёте модели Easton Gilbert G SeaRey пытался сесть на взлётно-посадочную полосу, покрытую травой, но задел линии электропередачи, повредив ЛЭП в двух местах — порванные провода стали причиной пожара, а самолёт рухнул с двухметровой высоты на землю. Место падения самолёта обнаружила компания туристов, которые и помогли доставить писателя в больницу. Они рассказали, что Бах застрял в проводах и буквально истекал кровью, рану на голове пришлось зажать курткой, а вытащить его самого из-под обломков самолёта смогли открыв дверь с помощью перочинного ножа[3]. На следующий день после аварии было сообщено, что Бах находится в тяжёлом, но стабильном состоянии с травмой головы и сломанным плечом. Ричард провёл в госпитале 4 месяца и в итоге его выписали домой, после чего он сообщил, что опыт клинической смерти вдохновил его закончить четвертую часть «Чайки по имени Джонатан Ливингстон», которая изначально была опубликована только в трёх частях. Ему потребовался целый год для окончательного восстановления.

#### Вторые иллюзии
В 2014 году Ричард Бах опубликовал сиквел Иллюзии II: Приключения одного ученика, который учеником быть не хотел (Illusions II: The Adventures of a Reluctant Student). История включает авиакатастрофу Баха и является её художественным переосмыслением. В книге автор пишет, что вновь посетил «мессию» Дона Шимоду, который и помог ему пройти через сложное медицинское восстановление.
Авария не остановила Ричарда — небо продолжает оставаться любовью всей жизни писателя.

#### Четвёртый брак
21 ноября 2020 года Ричард Бах женился на «Минди» Мелинде Джейн Келлогг (англ. Melinda Jane Kellogg) и в настоящее время проживает с ней в Ашленде, штат Орегон.

## Иоганн Бах
Интернет полон противоречивой информации по вопросу возможной родственной связи Ричарда Баха с композитором Иоганном Себастьяном Бахом, ниже приведён исчерпывающий ответ самого́ писателя на эту тему:
— Когда я был маленьким, мой дядя Маркус, который написал много книг, рассказал мне, что мы являемся прямыми потомками Иоганна Себастьяна Баха. Это меня сильно впечатлило. Много лет спустя я спросил его: “Помните, вы мне говорили о родстве с Бахом. Так это правда?” “Не знаю”, — сказал он. До сегодняшнего дня я так и не знаю точно. Я сомневаюсь в этом и считаю, что настоящие потомки Иоганна Себастьяна Баха — это те, кто любит его музыку. Я один из них.Ричард Бах, статья Московского комсомольца «Мы русские, с нами Бах» от 15 января 2010 года

## Отсылки
Упоминания Ричарда Баха у других авторов:
- Песня Тима Скоренко «Биплан» посвящена Ричарду Баху.[20]
- В советское время существовала музыкальная группа «Джонатан Ливингстон».
- В 2013 году на Украине основана музыкальная инди-группа «Чайка Ливингстон»[21].
- В 2012 году выпущен документальный фильм «Быть Ричардом Бахом», снятый российским лётчиком-любителем и энтузиастом малой авиации Андреем Мартыновым. Фильм снимался в США, съёмки велись как в доме Ричарда Баха, так и в полётах с ним[22].